# Museo nacional de Pakistán
El Museo nacional de Pakistán (en urdu: قومی عجائب گھر پاکِستان) se encuentra en la ciudad de Karachi, Sindh, en el país asiático de Pakistán.
El Museo Nacional fue establecido en Frere Hall el 17 de abril de 1950, reemplazando al desaparecido "Museo Victoria". Frere Hall en sí mismo fue construido en 1865 como un homenaje a Sir Bartle Frere, un comisario de Sind durante el siglo XIX. Una vez que el museo fue inaugurado entonces, el Gobierno de Pakistán consideró que era prudente constituir un Consejo Consultivo en 1950 con el deber primario de asesorar al Museo en el asunto de enriquecer su colección a través de nuevas adquisiciones y compra de antigüedades y obras de Arte. El Museo fue trasladado a los locales actuales (ubicados en los jardines Burnes , vía Dr. Zia-ud-din ) en 1970.